# Église Sainte-Anne de Chappes
L'église Sainte-Anne est une église catholique située à Chappes, en France.

## Localisation
L'église est située dans le département français de l'Allier, sur la commune de Chappes.

## Historique
L'église est construite au XIe siècle, c'est alors une église diocésaine. Au siècle suivant, elle est concédée à l'abbaye de Souvigny et fait l'objet de deux campagnes de travaux.

L'édifice est classé au titre des monuments historiques en 1979.

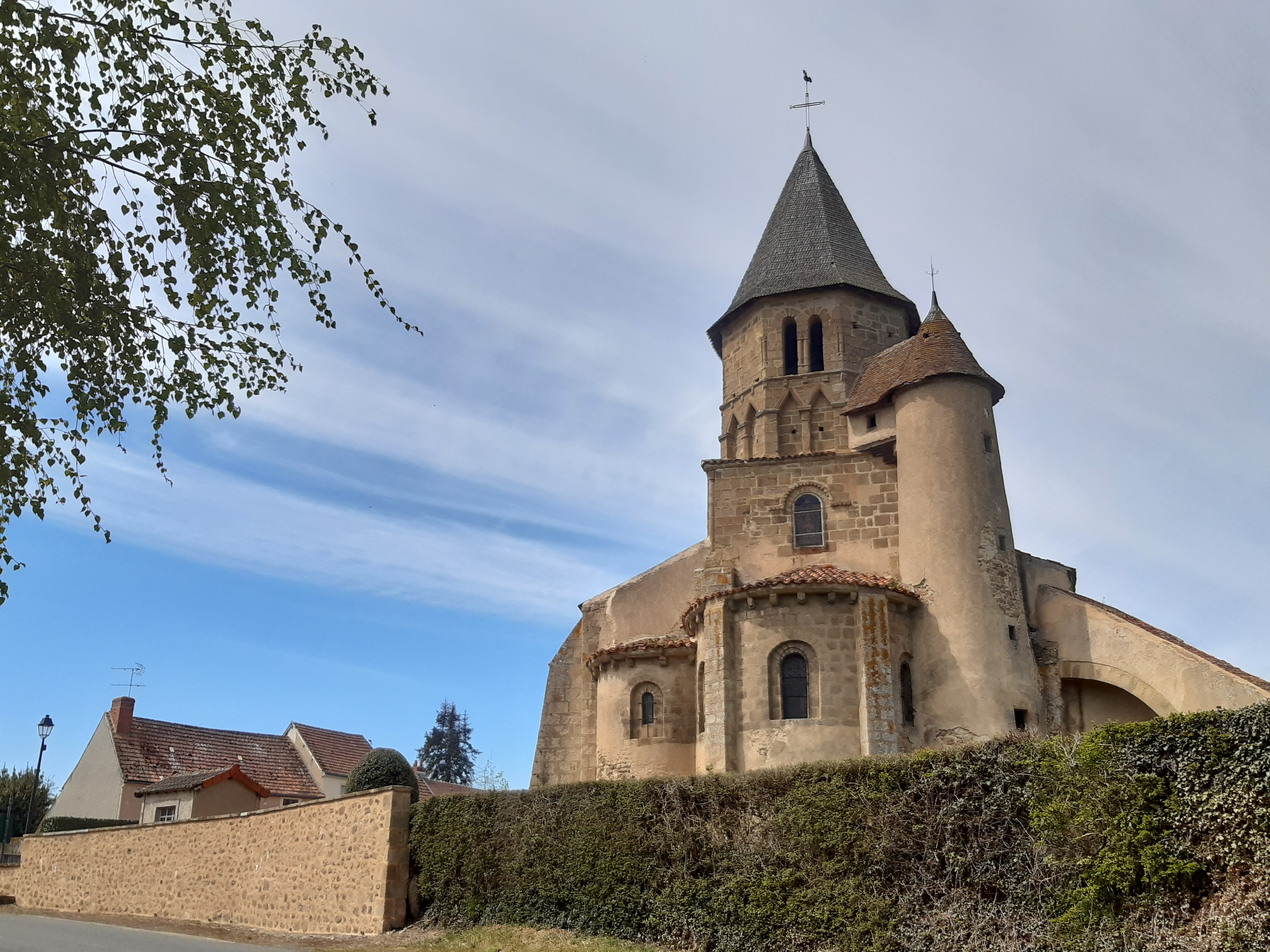
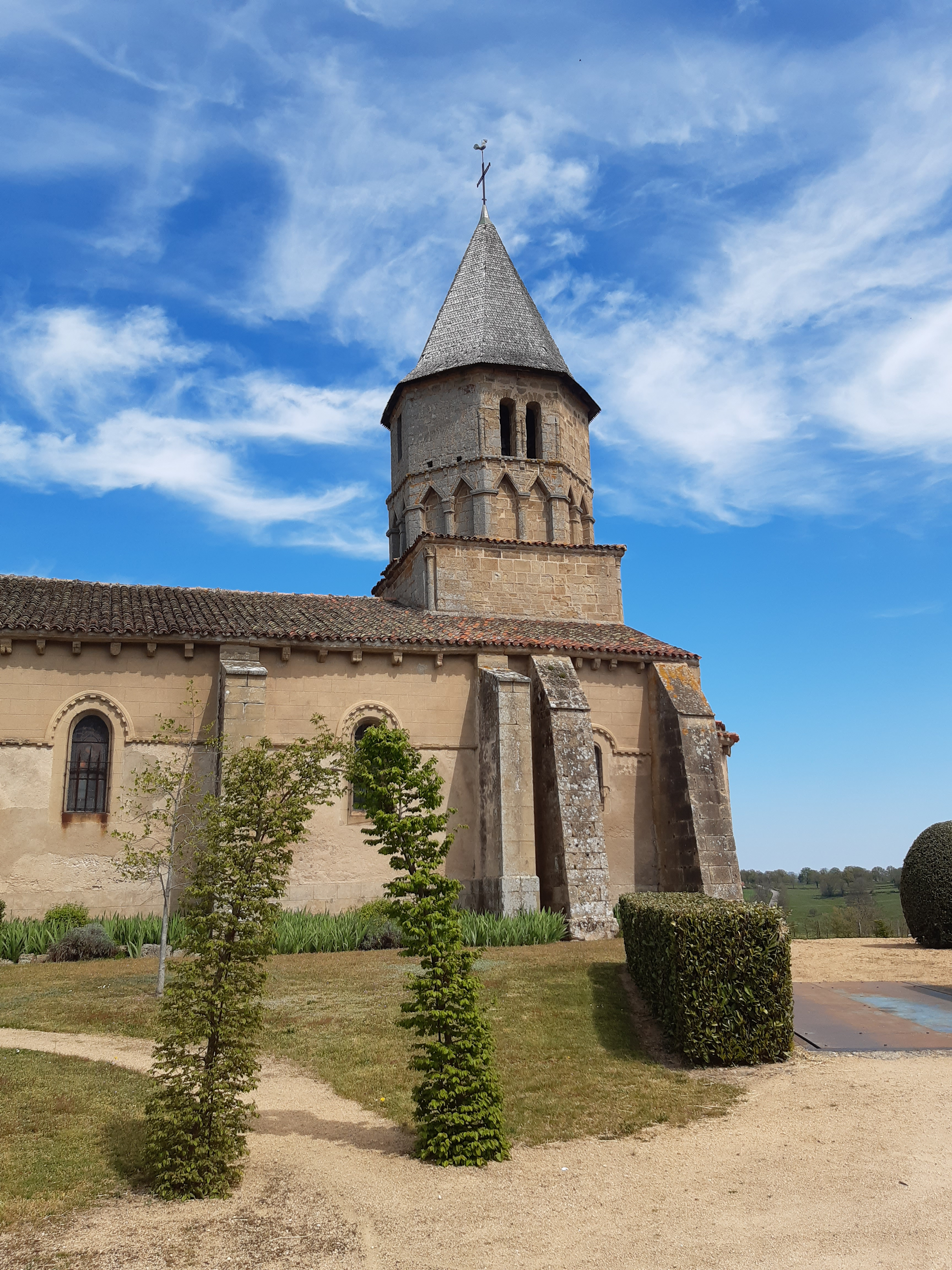
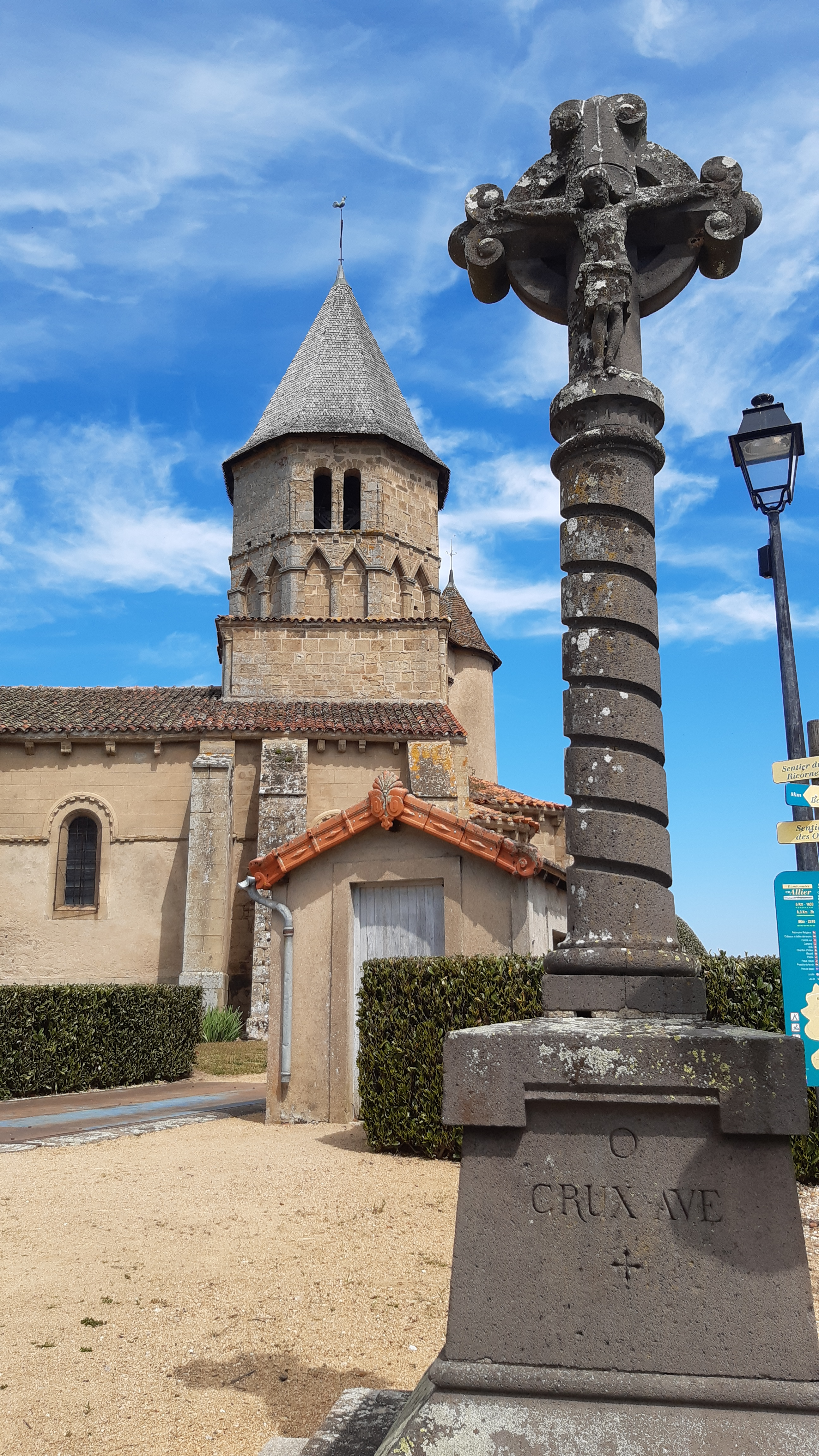
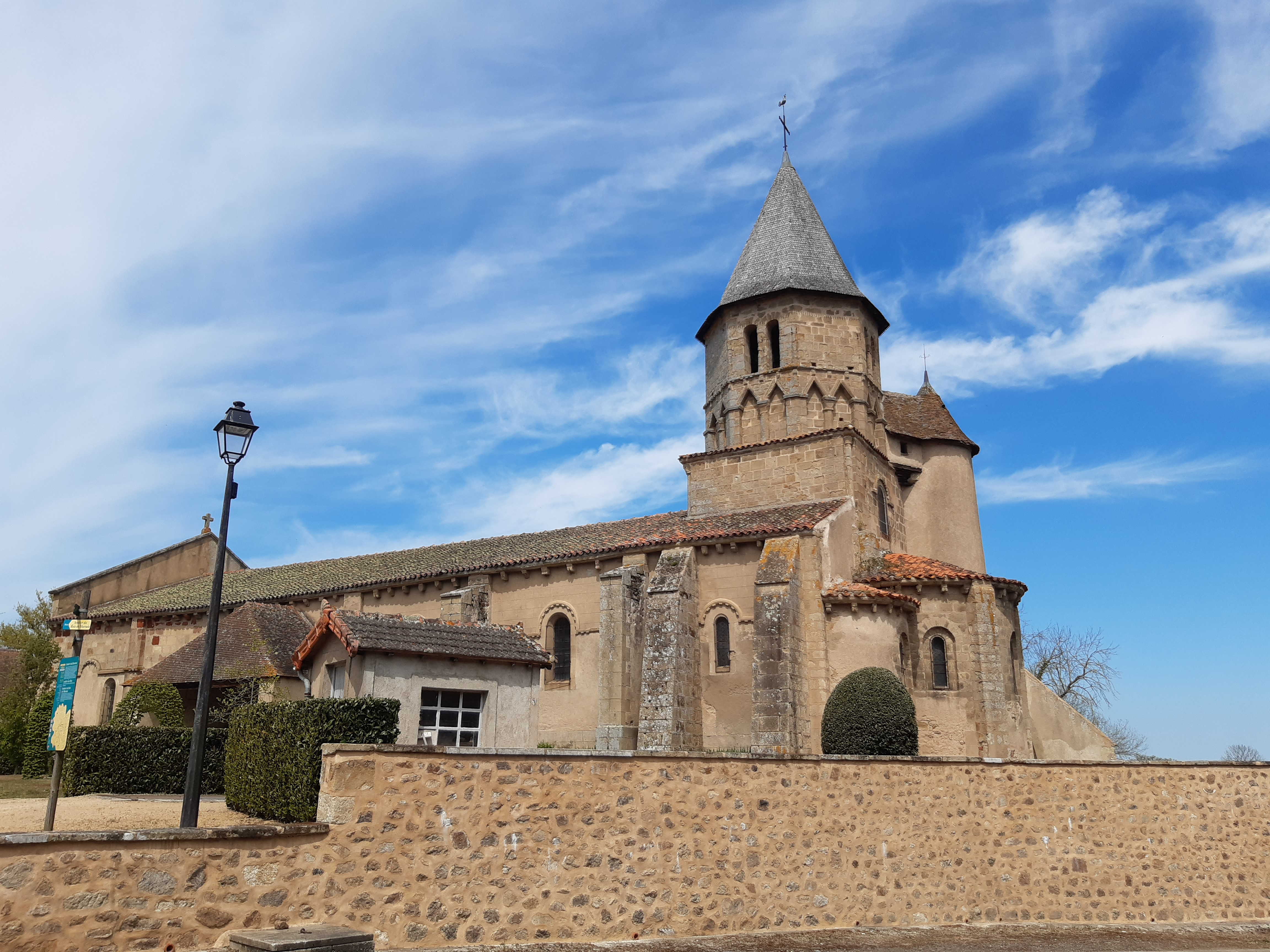